# Антакия
Антиохия пренасочва насам.  За други значения вижте Антиохия (пояснение).
Антакия (на турски: Antakya; на гръцки: Αντιόχεια) е град в Южна Турция, център на вилает Хатай. Разположен е на река Оронт, близо до вливането ѝ в Средиземно море. Населението му е около 378 000 души (2018).

## История
Градът е основан през 300 пр.н.е. от Селевк I Никатор с името Антиохия. Той служи за столица на Селевкидското царство до 64 пр.н.е., когато е превзет от римляните и става център на провинция Сирия. В рамките на Римската империя той е третият по големина град след Рим и Александрия. По време на римското управление е седалище на прокуратора на провинцията, а по-късно и резиденция на императора.
След първия християнски Йерусалимски събор именно в космополитната Антиохия се установяват апостолите Варнава и Павел да утвърждават новата вяра . Антиохия е важен център на християнството, седалище на една от първите четири патриаршии. По време на кръстоносните походи тук е основано Антиохийското княжество. Значението на града намалява след разрушаването му от египетския султан Байбарс I.

## Личности
- Родени в Антиохия, днес Антакия:
  - Св. апостол и евангелист Лука
  - Амиан Марцелин (ок.330-ок.395), историк
  - Еразъм Охридски
  - Игнатий Богоносец (ок.30 – 107), духовник
  - Йоан Златоуст (347 – 407), духовник
  - Йоан Малала (οκ. 491 – 578), историк

## Побратимени градове
- Аален, Германия